# Велю, Юбер
Юбер Велю (фр. Hubert Velud; род. 8 июня 1959, Вильфранш-сюр-Сон) — французский футболист и тренер, в прошлом голкипер.

## Карьера
Будучи игроком выступал за «Реймс» и «Шалон».
После завершения игровой карьеры работал тренером в различных французских клубах низших дивизионов.
В 2009—2010 годах возглавлял сборную Того. Перед Кубком Африки 2010 вместе с остальными членами сборной подвергся нападению, получил ранение в руку.
В 2016 году привёл конголезский «ТП Мазембе» к победе в Кубке Конфедерации.
В 2017 году возглавлял «Этуаль дю Сахель» из Туниса.

## Достижения
ЭС Сетиф:
- Чемпион Алжира: 2013

 УСМ Алжир:
- Обладатель Суперкубка Алжира: 2013
- Чемпион Алжира: 2014

 ТП Мазембе:
- Обладатель Кубка Конфедерации: 2016